# ホームキー

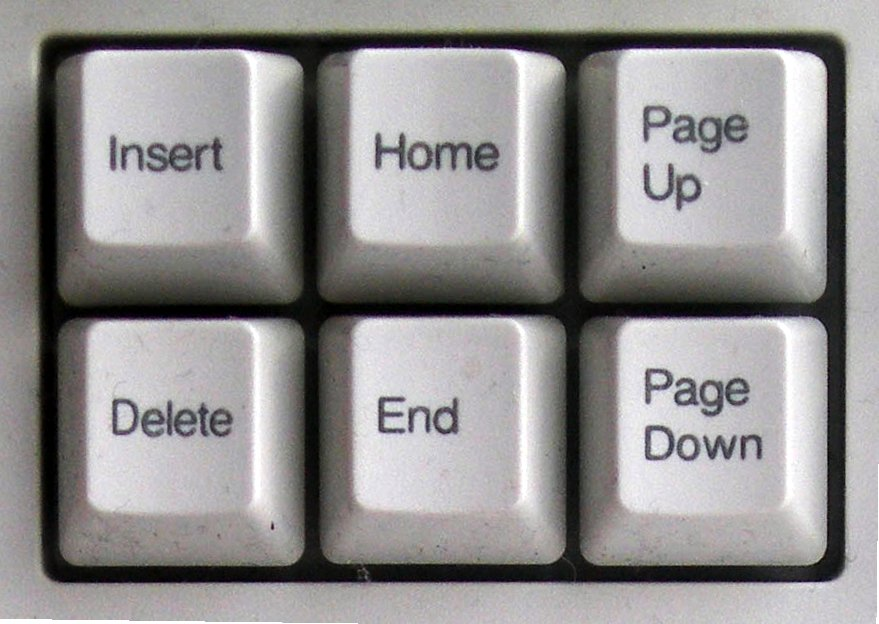
ホームキー（上段の中央のキー）

ホームキー（HOMEキー、英：Home key）は、コンピュータ用のキーボードのキーの一つで、カーソルを行の先頭に移動する用途などに使用される。

## 概要
ホームキーは通常は「Home」と刻印されており、エンドキーの反対の機能を果たす。多くのコマンドライン環境、テキストエディタ、ワープロソフトなどでは、カーソルを現在の位置から行の先頭に移動（ジャンプ）する用途などに使用される。

## 歴史
ホームキーおよびエンドキーの由来は、手動式タイプライターにおける、紙をセットしているローラー部分を手動で左右に動かす操作と考えられる。 ローラー（紙）を右に動かせば、紙の左側に印字装置が来る。ローラー（紙）を左に動かせば、紙の右側に印字装置が来る。なお、この操作では改行（紙を上に移動する）は行われない。
初期のパーソナルコンピュータのキーボードでは、ホームキーは存在しないものもある。初代IBM PCではテンキーの一部で兼用されている。PC/AT互換機用のフルキーボードの多くで現在の位置（逆T字カーソルの上の、6個のキーのうちの上段中央）となったのは、101キーボード以降である 。

## 用途

### Windows
現在のWindows用の文書編集環境（ワープロソフトやテキストエディタなど）では、通常はカーソルが現在の位置から、そのカーソルが位置していた行（ライン）の先頭に戻る（移動する）。文書が編集できない場合（例えばウェブブラウザやPDFファイルでの参照中）には、カーソルはその文書の先頭に移動する。なお、編集中でもコントロールキーとの併用（Ctrl+⭶ Home）により、文書の先頭に移動できる。
ホームキーはまた、編集中にシフトキーとの併用（⇧ Shift+⭶ Home）で、現在のカーソル位置から行の先頭までの全ての文字を、選択（ハイライト）することができる。

### macOS
大半のMacのアプリケーションでは、HomeキーはオリジナルのUNIXのダム端末と同じ働きをし、新規ドキュメントの開始となる。

### Linux
Linuxでは、Homeキーは基本的にはWindowsの場合と同じ働きをする。編集中には行の先頭にカーソルが移動し、他の場合は文書の先頭に移動する。またWindows同様、編集中にシフトキーとの併用（⇧ Shift+⭶ Home）で、現在のカーソル位置から行の先頭までの全ての文字を選択（ハイライト）できる。

## 参照
1. ↑  PFU キーボードコレクション